# Antelao
L'Antelao és una muntanya de 3.264 m de la serralada de les Dolomites, situada a la regió del Vèneto, Itàlia).